# Замок Олдкорт
Замок Олдкорт (англ. Oldcourt Castle) — один із замків Ірландії, розташований у графстві Віклов. Нині лежить у руїнах.

## Історія замку Олдкорт
Замок Олдкорт є типовим замком баштового типу, побудований у норманському стилі. Замок стоїть на природній кам'яній платформі. З вікон замку відкривається вид на долину і річку Суон (Свон). Замок Олдкорт був побудований біля 1400 року і являє собою прямокутну вежу, збудовану з дикого каменю, висотою в чотири поверхи. Замок побудований з каменів неправильної форми та кам'яного щебеню. У замок немає доступу на рівні першого поверху. Сходи ведуть до вузького проходу. Всередині замку є гвинтові сходи, що ведуть на вищі поверхи. Склепіння в замку утворюють дах. Структура замку є типовою для замків-монастирів Ірландії. На третьому поверсі дах має циліндричну форму. Зберігся камін на другому поверсі. Замок постійно намагався захопити ірландський клан О'Тул — землі навколо замку належали цьому клану з давніх-давен. У 1547 році клан О'Тул переміг біля замку англійське військо, яке очолював ФітцДжеральд. Поруч біля замку Олдкорт є два інших потужних замки, що утворювали єдину оборонну систему.